# Liste der litauischen Abgeordneten zum EU-Parlament (2019–2024)
Die Liste der litauischen Abgeordneten zum EU-Parlament (2019–2024) listet alle litauischen Mitglieder des 9. Europäischen Parlaments nach der Europawahl in Litauen 2019 auf.

## Aktuelle Mandatsstärke der Parteien
- S&D: 2
- G/EFA: 2
- RE: 2
- EVP: 4
- EKR: 1

- S&D: 2
- G/EFA: 2
- RE: 1
- EVP: 4
- EKR: 1
- NI: 1

| Nationale Partei                                           | Mandate | Fraktion                                                                               |
| ---------------------------------------------------------- | ------- | -------------------------------------------------------------------------------------- |
| Tėvynės sąjunga – Lietuvos krikščionys demokratai (TS-LKD) | 03      | Fraktion der Europäischen Volkspartei (EVP)                                            |
| Parteilose Abgeordnete                                     | 01      | Fraktion der Europäischen Volkspartei (EVP)                                            |
| Lietuvos socialdemokratų partija (LSDP)                    | 02      | Fraktion der Progressiven Allianz der Sozialdemokraten im Europäischen Parlament (S&D) |
| Lietuvos valstiečių ir žaliųjų sąjunga (LVŽS)              | 02      | Die Grünen/Europäische Freie Allianz (G/EFA)                                           |
| Darbo partija (DP)                                         | 01      | Fraktionslose Abgeordnete (NI)                                                         |
| Lietuvos Respublikos liberalų sąjūdis (LRLS)               | 01      | Renew Europe (RE)                                                                      |
| Lietuvos lenkų rinkimų akcija (LLRA)                       | 01      | Europäische Konservative und Reformer (EKR)                                            |
| SUMME                                                      | 11      |                                                                                        |

## Abgeordnete
| Bild | Name                 | geb. | MEP seit     | Partei    | Fraktion | Kommentar                                       |
| ---- | -------------------- | ---- | ------------ | --------- | -------- | ----------------------------------------------- |
|      | Petras Auštrevičius  | 1963 | 2. Juli 2019 | LRLS      | RE       |                                                 |
|      | Vilija Blinkevičiūtė | 1960 | 2. Juli 2019 | LSDP      | S&D      |                                                 |
|      | Stasys Jakeliūnas    | 1958 | 2. Juli 2019 | LVŽS      | G/EFA    | Šarūnas Marčiulionis nahm sein Mandat nicht an. |
|      | Rasa Juknevičienė    | 1958 | 2. Juli 2019 | TS-LKD    | EVP      |                                                 |
|      | Andrius Kubilius     | 1956 | 2. Juli 2019 | TS-LKD    | EVP      |                                                 |
|      | Aušra Maldeikienė    | 1958 | 2. Juli 2019 | parteilos | EVP      |                                                 |
|      | Liudas Mažylis       | 1954 | 2. Juli 2019 | TS-LKD    | EVP      |                                                 |
|      | Juozas Olekas        | 1955 | 2. Juli 2019 | LSDP      | S&D      |                                                 |
|      | Bronis Ropė          | 1955 | 2. Juli 2019 | LVŽS      | G/EFA    |                                                 |
|      | Waldemar Tomaszewski | 1965 | 2. Juli 2019 | LLRA      | EKR      |                                                 |
|      | Viktor Uspaskich     | 1959 | 2. Juli 2019 | DP        | RENI     | Fraktionsausschluss aus RE am 20. Januar 2021   |